# Prieuré des Bénédictines du Bon-Secours
Le prieuré des bénédictines du Bon-Secours, est un ancien monastère situé à Paris, dans l'actuel 11e arrondissement. Les vestiges du prieuré, au 99-101 rue de Charonne (cité du Couvent) et dans l'impasse Bon-Secours, sont inscrits au titre des monuments historiques depuis 1973.

## Situation
Les bâtiments du prieuré s'étendaient entre la rue de Charonne et l'actuelle impasse du Bon-Secours. En arrière, les jardins du prieuré s'étendaient jusqu'à la rue Mercœur. 
Ont été tracées à l'emplacement des jardins une partie de la rue de Belfort, de la rue François-de-Neufchâteau, de la rue Gobert et du boulevard Voltaire. 
De l'autre côté de la rue de Charonne, se trouvaient le couvent de la Madeleine de Traisnel et le couvent des Filles de la Croix (à l'emplacement du palais de la Femme).

## Histoire

### La fondation du couvent
Le prieuré de Notre-Dame-de-Bon-Secours a été fondé en 1648 par Claude de Bouchavanne, veuve de Viguier, conseiller du roi. Après avoir achetée une maison rue de Charonne, elle place sa sœur Madeleine-Emmanuelle de Boucharanne (ancienne religieuse à l'abbaye Notre-Dame de Soissons) en qualité de prieure. L'établissement est approuvé en 1667 par lettre patente enregistrée le 16 mai 1670. La chapelle et le couvent sont réparés et agrandis de 1770 à 1780 par l'architecte Victor Louis et vandalisés pendant la Révolution. 
Le couvent accueillait les épouses enfermées à la requête de leurs maris. 

### La disparition du couvent
Le couvent est fermé en 1790 et celui-ci ainsi que l'ensemble du terrain d'une superficie de 13 502 m2 deviennent biens nationaux. L'État les vend en deux lots le 21 floréal an VIII (11 mai 1800) et le 5 brumaire an X (27 octobre 1801).
En 1802, les industriels Richard et Lenoir occupent le couvent abandonné et y installent une filature de coton qui concourt à affranchir la France de l'importation de produits étrangers. Richard, devenu Richard-Lenoir après la mort de Lenoir en 1806, reçoit la légion d'honneur en 1810 des propres mains de l'empereur Napoléon Ier. Lors de la cérémonie qui se déroule dans la grande galerie du couvent, l'empereur fait remarquer à Richard-Lenoir : « Nous avons fait l'un et l'autre une rude guerre à l'industrie anglaise, mais jusqu'à présent, le fabricant a été plus heureux que l'empereur ». Mais les évènements politiques vont entrainer la ruine de la manufacture.
En 1832, Pinel-Grand-Champ y installe et dirige l'École des arts industriels et du commerce}.
En 1846, les bâtiments sont transformés en hospice, puis en 1848 ils deviennent la propriété de madame Ledru-Rollin qui les cède à la ville de Paris. En 1863, ils sont loués à une église protestante.
Les dégradations les plus importantes datent du XXe siècle, avec en 1937 la démolition par des promoteurs immobiliers de la chapelle et en 1971 celle du porche de Victor Louis. D'origine, il ne reste plus que quelques façades sur rue et sur cours ainsi que des parquets en marqueterie au premier étage d'un des bâtiments. Les façades, les toitures ainsi que les deux parquets en marqueterie sont inscrits au titre des monuments historiques en date du 17 septembre 1973.
Le prieuré a été restauré sur fonds publics et a reçu le Prix de ravalement de la Mairie de Paris. Vincent Monnier dans un article sur le site du Nouvel Observateur intitulé "Des afficheurs hors la loi", se fait le porte-parole des riverains qui se plaignent du panneau déroulant situé à proximité de ce site classé.

## Description

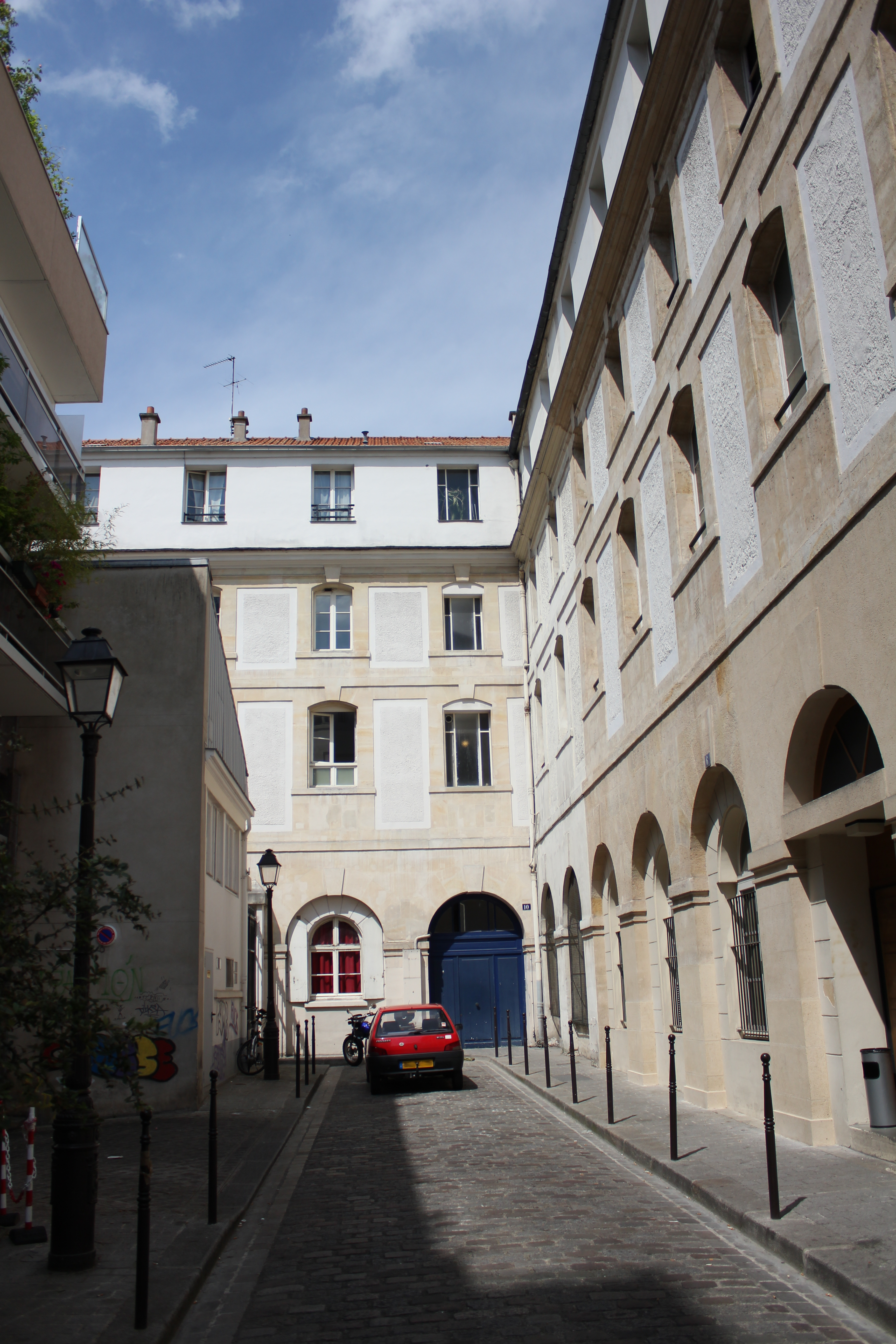